# جوان كراوفورد
جوان كراوفورد (بالإنجليزية: Joan Crawford) (اسمها عند الولادة لوسيل فاي ليسور؛ ولدت في 23 مارس 1908 [لا يعرف التاريخ الحقيقي بالضبط وهو موضع خلاف] – توفيت في 10 مايو 1977) هي ممثلة سينمائية وتلفزيونية أمريكية بدأت حياتها المهنية كراقصة وفتاة استعراض. ووضعها معهد الفيلم الأمريكي في الترتيب العاشر على قائمته لأعظم نجمات سينما هوليوود الكلاسيكية في عام 1999.
بدأت كروفورد مسيرتها كراقصة ضمن المجموعات المسرحية الجوالة، قبل أن تصبح فتاة جوقة على مسرح برودواي، ثم وقعت عقدا مع مترو غولدوين ماير في عام 1925. وفي الثلاثينيات من القرن العشرين، تنافست كراوفورد في الشهرة مع نجمات أخريات مثل نورما شيرر وغريتا غاربو. غالبا ما لعبت كروفورد دور الشابة التي تجتهد في الحياة وتجد الحب والنجاح. وقد لقيت هذه القصص قبولا من قبل جمهور عصر الكساد الكبير وكانت ذات شعبية بين النساء. أصبحت كروفورد إحدى أبرز نجوم السينما في هوليوود وإحدى أعلى النساء أجرا في الولايات المتحدة، ولكن أفلامها بدأت تفشل على شباك التذاكر، ووصفت بلقب «سم شباك التذاكر» بحلول نهاية الثلاثينيات. لكن حياتها المهنية تحسنت تدريجيا في أوائل الأربعينيات، وعادت بنجاح في عام 1945 من خلال بطولها لفيلم ميلدريد بيرس، وفازت عنه بجائزة الأوسكار لأفضل ممثلة. كما ترشحت لاحقا عن نفس الجائزة في فيلم الممسوسة (1947) والخوف المفاجئ (1952).
في عام 1955، شاركت كروفورد في ملكية شركة بيبسيكو من خلال زواجها من رئيس الشركة ألفريد ستيل. ثم انتخبت لملء منصبه الشاغر في مجلس الإدارة بعد وفاته في عام 1959 ولكنها أجبرت على التقاعد في عام 1973. واصلت التمثيل في السينما والتلفزيون بانتظام خلال الستينات، على أن أدوارها أصبحت أقل؛ ثم تقاعدت كروفورد من الشاشة بعد إصدار فيلم الرعب البريطاني تروغ في عام 1970. ظهرت في حدث عام في سنة 1974، ونشرت لها صور بشعة، فانسحبت كراوفورد من الحياة العامة وانعزلت حتى وفاتها في عام 1977.
تزوجت جوان كروفورد أربع مرات. وانتهت زيجاتها الثلاثة الأولى بالطلاق؛ بينما انتهى الزواج الأخير بوفاة زوجها ألفريد ستيل. تبنت جوان خمسة أطفال، وقامت أم أحدهم باستعادته. كانت علاقتها شائكة مع طفليها الأكبرين، كريستينا وكريستوفر. قامت جوان بحذف الاثنين من وصيتها، ثم كتبت كريستينا مذكراتها بعد وفاة أمها وكانت بعنوان أمي العزيزة (1978).

## مطلع حياتها
وُلدت جوان كراوفورد (لوسيل فاي ليسور) في سان أنطونيو في تيكساس، وكانت أصغر أبناء توماس إي. ليسور، وكان عامل بناء، وآنا بيل جونسون، وتوفيت الأخت الكبرى، ديزي، قبل ولادة لوسيل، أما أخوها فاسمه هال، وكان للوسيل أصول إنكليزية، وفرنسية هوغونوتية، وسويدية وأيرلندية.
هجر الأب العائلة عندما كانت لوسيل في الشهر العاشر من عمرها، فتزوجت أمها ثانيةً من هنري جاي. كاسين، فعاشت لوسيل مع أمها والزوج الجديد وأخيها في لوتون في أوكلاهوما، وهناك أدار كاسين دار رامزي للأوبرا، وتمكن من جلب العديد من المؤديين البارزين أمثال آنا بافلوفا وإيفا تانغواي، واستمتعت لوسيل الطفلة في مشاهدة مسرحيات الفودفيل الهزلية على مسرح زوج أمها، والذي يُزعم أنه بدأ بالاعتداء عليها جنسياً منذ أن بلغت الحادية عشرة من عمرها، واستمرت هذه الإساءة إلى أن أُرسلت إلى أكاديمية القديسة أغنيس، وهي مدرسة كاثوليكية للبنات، وقد أثر عدم استقرار أسرة لوسيل سلباً عليها، ولم تتقدم دراسياً أبعد من التعليم الابتدائي.
بدأ حلم كراوفورد بأن تصبح راقصة منذ الطفولة، ولكنها في محاولة للهرب من حصص البيانو ذات يوم للعب مع أصدقائها، قفزت من الشرفة الأمامية لمنزلها وجرحت قدمها بشدة يزجاجة حليب مكسورة، وكنتيجة لذلك، خضعت لثلاث عمليات جراحية لإصلاح الضرر، فلم تعد قادرة على ارتياد المدرسة الابتدائية ولا متابعة دروس الرقص طوال 18 شهر.
وبينما كانت العائلة تقيم في لوتون، اتهم زوج أم كراوفورد بالاختلاس، ورغم تبرئته في المحكمة، فإنه أُدرج على القائمة السوداء في لوتون، لذلك انتقلت العائلة إلى مدينة كانساس في ميسوري نحو عام 1916، بعد ذلك أرسل كاسين الكاثوليكي لوسيل إلى أكاديمية القديسة أغنيس، وبقيت هناك كطالبة عاملة عندما انفصلت والدتها عن زوجها، ولكنها قضت وقتاً أطول في العمل، وبشكل أساسي الطهي والتنظيف، من الدراسة، وبعد ذلك ارتادت أكاديمية روكينغهام، أيضاً كطالبة عاملة، وبدأت بالمواعدة في تلك الفترة، فكانت علاقتها الجدية الأولى مع عازف البوق راي ستيرلينغ، والذي يُشار إلي أنه شجعها على التقدم أكاديمياً.
في عام 1922، سجّلت في كلية ستيفينز في كولومبيا في ميسوري، ولكنها ارتادتها لعدة أشهر فقط قبل أن تدرك أنها غير جاهزة للدراسة في كلية، فانسحبت.

## حياتها المهنية

### بداياتها
بدأت كراوفورد بالرقص مستخدمة اسمها الحقيقي، لوسيل لوسير، في جوقات لمسرحيات ساخرة متنقلة، وقد لاحظها المنتج جيكوب شوبيرت وهي ترقص في ديترويت، فضمّها لجوقة في عرضه عام 1924، «أعين بريئة»، في مسرح وينتر غاردن في برودواي في مدينة نيويورك، حيث التقت كراوفورد بعازف الساكسفون جيمس ويلتون، ويُزعم أنهما تزوجها عام 1924، وعاشا سوية لعدة أشهر، لكن كراوفورد لم تذكر هذا الزواج في حياتها اللاحقة.
أرادت كراوفورد عملاً إضافياً، فتوجهت لوكيل دعاية مسارح لوز، وهو نيلز غرانلود، والذي أمّن لها وظيفة في عرض المغني هاري ريتشمان، ورتب لها إجراء اختبار تمثيل أرسله للمنتج هاري رابف في هوليوود، فأبلغ الأخير غرانلوند في 24 كانون الأول/ديسمبر عام 1924 أن ميترو-غولدوين-ماير قد عرضت على كراوفورد عقداً بسعر 27 دولار أسبوعياً، فأخبرها غرانلوند بذلك مباشرة، علماً أنها كانت قد عادت لبيت أمها في مدينة كانساس آنذاك، فاقترضت 400 دولار لتغطية نفقات السفر.
فأدت فيلمها الأول «سيدة الليل» باسمها الحقيقي عام 1925، كبديلة سينمائية لنورما شيرر، النجمة الأكثر شعبية لدى ميترو-غولدوين-ماير، وظهرت كذلك في كل من «الدائرة» و«سيدات جميلات» (كلاهما عام 1925) ببطولة الممثلة الكوميدية زاسو بيتس، وسرعان ما تبع ذلك دوران صغيران أيضاً في فيلمين صامتين عام 1925، هما «الشيء الوحيد» و«الأرملة المرحة».
أدرك رئيس قسم الدعاية في ميترو-غولدوين-ماير، بيت سميث، قدرة لوسيل على أن تصبح نجمة كبرى، ولكنه شعر بأن اسمها بدا مزيفاً، فنظم مسابقة أطلق عليها «سمِّ النجم» في موفي ويكلي ليتيح للقراء اختيار اسم لوسيل الجديد، فكان الخيار الأول هو «جوان أردن»، ولكن بعد اكتشاف مطالبة ممثلة أخرى بهذا الاسم، اختير لقب «كراوفورد» عوضاً عنه، وقد صرّحت لوسيل أنها كرهت الاسم ولكنها اعترفت أيضاً بأنها «أحبت الأمان» الذي ترافق معه.

### ترويج الذات والنجاحات المبكرة
بعد تزايد إحباط كراوفورد من حجم وجودة الأدوار التي أُسندت لها، باشرت بحملة لترويج نفسها، فكما ذكرت كاتبة السيناريو لدى ميترو-غولدوين-ماير، فريدريكا ساغور ماس: «لم يقرر أحد أن يجعل من جوان كراوفورد نجمة، بل أصبحت نجمة لأنها قررت ذلك بنفسها»، إذ بدأت بحضور حفلات راقصة مساءً في فنادق محيطة بهوليوود، وفي أماكن الرقص على أرصفة الشاطئ، حيث اعتادت أن تفوز بمسابقات الرقص بتأديتها رقصتي الشارلستون والبلاك بوتوم.
فنجحت استراتيجيتها، واختارتها شركة ميترو-غولدوين-ماير لتمثل في الفيلم الذي حققت فيه انطباعها الأول لدى الجمهور، وهو إدموند غولدينز سالي، إيرين وماري (عام 1925)، ومنذ بدء مسيرتها المهنية، اعتبرت كراوفورد نورما شيرر خصمها المهني، إذ كانت شيرر متزوجة من مدير إنتاج الشركة المذكورة، إيرفينغ ثالبيرغ، وبالتالي كانت الخيار الأول في النصوص، وتمتعت بسلطة أكبر من النجوم الآخرين في اختيار الأفلام التي ستصنعها، ونُقل عن كراوفورد قولها: «كيف لي أن أتنافس مع نورما؟ إنها تضاجع رب العمل!»
في عام 1926، اختيرت كراوفورد كإحدى النجمات الفاتنات للرابطة الغربية لمروجي الصور المتحركة، إلى جانب ماري أستور، ودولوريس ديل ريو، وجانيت غينور، وفاي راي، وأخريات، وفي العام ذاته، أدت دورة البطولة في باريس بمشاركة تشارلز راي، وفي غضون بضع سنوات، أصبحت الأنثى الرومانسية الرئيسية الشريكة للعديد من أفضل نجوم ميترو-غولدوين-ماير الذكور، بمن فيهم رامون نوافرو، وجون غيلبيرت، وويليام هينز، وتيم ماكوي.
ظهرت كراوفورد في فيلم المجهول (عام 1927) من بطولة لون شاني، والذي لعب دور قاذف سكاكين كرنفالي دون يدين، بيمنا لعبت كراوفورد دور مساعدته اليافعة شبه العارية التي يأمل بأن يتزوجها، وقد صرّحت بأنها تعلمت المزيد عن التمثيل بمشاهدتها أداء شاني أكثر من أي شخص آخر طوال مسيرتها المهنية، فقالت: «أدركت حينها ولأول مرة الفرق بين الوقوف أمام الكاميرا والتمثيل»، وظهرت كذلك عام 1927 إلى جانب صديقها القريب، ويليام هينز، في حمى الربيع، والذي كان أول الأفلام الثلاثة التي صنعها هذا الثنائي معاً.
وفي عام 1928، لعبت كراوفورد دور البطولة أمام رامون نوفارو في عبوراً إلى سنغفورة، ولكن كان دورها كديانا ميدفورد في بناتنا الراقصات (عام 1928) هو الذي قذف بها إلى النجومية، إذ جعل منها هذا الدور رمزاً للأنوثة الحديثة على طراز عشرينيات القرن العشرين، منافسة بذلك كلارا باو.

## مواقع خارجية
- جوان كراوفورد على موقع IMDb (الإنجليزية)
- جوان كراوفورد على موقع ميتاكريتيك (الإنجليزية)
- جوان كراوفورد على موقع الموسوعة البريطانية (الإنجليزية)
- جوان كراوفورد على موقع روتن توميتوز (الإنجليزية)
- جوان كراوفورد على موقع مونزينجر (الألمانية)
- جوان كراوفورد على موقع قاعدة بيانات الأفلام العربية
- جوان كراوفورد على موقع ألو سيني (الفرنسية)
- جوان كراوفورد على موقع ميوزك برينز (الإنجليزية)
- جوان كراوفورد على موقع تيرنر كلاسيك موفيز (الإنجليزية)
- جوان كراوفورد على موقع أول موفي (الإنجليزية)